# It Happened in Paris
It Happened in Paris is een romantische film uit 1935, opgenomen in de Ealing Studios. De film is een adaptatie van het toneelstuk L’arpète van de Franse auteur Yves Mirande, dat voor het scherm werd aangepast door Kay Strueby en John Huston; de dialogen zijn van de hand van de acteur en schrijver H.F. Maltby. De hoofdrollen, Paul en Jacqueline, worden door respectievelijk John Loder en Nancy Burne vertolkt. Loder, een Brits acteur, had zijn filmcarrière in de eerste Amerikaanse geluidsfilms gemaakt; hij speelt hier een Amerikaans personage. Nancy Burne speelt een Franse, maar spreekt in de film normaal Brits Engels, zonder accent.

## Verhaal
De film begint in Parijs met Jacqueline die haar wasgoed uithangt. Per ongeluk wordt haar onderbroek door de wind weggeblazen; ze loopt erachter heen, maar kan het kledingstuk niet meer te pakken krijgen. Het belandt in de mand van Paul, die net in Parijs is gearriveerd. Ze achtervolgt hem en beveelt hem haar onderbroek terug te geven, tot hilariteit van de mensen op de straat. Paul heeft niets in de gaten en begrijpt de commotie niet. Hij neemt nietsvermoedend zijn intrek in het gebouw tegenover Jacqueline; hij is kunstschilder en wil op zijn gemak kunnen werken.
Zijn medebewoners in het gebouw stellen zich aan hem voor: onder anderen mijnheer Bernard, Albert, Roger, Raymond, Baptiste en Musette. Paul stelt zichzelf als Paul Jones voor. Hij wil een stilleven van een schaal vruchten schilderen, maar ze halen een grap met hem uit door, met het oog op de compositie, allemaal een stuk fruit weg te nemen en op te eten.
Paul loopt Jacqueline, die inmiddels haar onderbroek terug heeft, in een regenbui vóór een koffiehuis opnieuw tegen het lijf. Hij heeft zijn schetsenboek in het koffiehuis laten liggen, en Jacqueline ziet tot haar verontwaardiging dat hij een tekening van haar heeft gemaakt. Jacquelines paraplu gaat stuk, en hij doet verschillende pogingen om voor haar een regenscherm te bemachtigen. Door dit incident komt Jacqueline te laat op haar werk aan.
Jacqueline werkt voor mijnheer Pommier, een ontwerper van luxueuze jurken. Die ochtend verwacht hij een belangrijke klant, en de mannequin is er nog niet, waardoor Jacqueline de jurk aan de klant moet tonen. Ze doet het uitstekend.
Na een verdere ontmoeting bij de slager tussen Jacqueline en Paul komen ze nader tot elkander: Jacqueline laat Paul het avondmaal mee-eten, en hij belooft haar te zullen schilderen. Tijdens het poseren draagt ze een groene jurk en zit ze met een ruiker bloemen op een canapé, maar dan valt ze in slaap. Paul schildert, terwijl zij slaapt, The Girl in Green.
Pommier heeft een verkooptruc bedacht: hij laat Jacqueline zich als een gravin voordoen, die een groot liefhebster van zijn jurken is, wanneer hij de Amerikaanse miljonair John V.R. Knight ontvangt. Knight is meteen door haar gebiologeerd en bestelt tientallen jurken. Wanneer Pommier haar echter wil overreden om met Knight te dineren, weigert ze en neemt ontslag. Knight geeft een taxichauffeur de opdracht, Jacqueline te volgen zodat hij te weten kan komen waar ze woont.
Jacqueline en Paul zijn nu een paar, doch Paul slaagt er niet in, zijn schilderijen te slijten. Uit medelijden biedt Jacqueline de verf- en kunsthandelaar Simon driehonderd Franse frank uit haar spaargeld aan om een schilderij van Paul te kopen. ’s Avonds ‘koopt’ Simon The Girl in Green. Paul heeft echter duizend frank van zijn rekening afgehaald en moffelt vijf van zijn schilderijen weg, zodat hij kan doen alsof hij ze verkocht heeft.
Paul en Jacqueline willen de zogezegde verkoop van de schilderijen vieren met een groot feest. Er wordt gezongen, gedanst, gerookt en gedronken, en Jacqueline zingt het lied ‘Heaven must be like this’, dat het muzikale leidmotief van de film vormt. Midden in het feest betreedt Knight de kamer; het blijkt dat hij Pauls vader is. Paul heet niet Jones maar Knight, en is geen arme kunstenaar, maar een schatrijke miljonairszoon.
Hierdoor voelt Jacqueline zich zeer bedrogen; ze pakt haar koffers en vertrekt. Paul en zijn vader keren terug naar Amerika met een oceaanlijner. Op het dek ontwaart ene Patricia hen: zij is vastberaden om de rijke Paul voor zich te winnen.
Eén jaar later staat de verloving van Paul en Patricia voor de deur. Toevallig bespeurt Paul zijn eigen schilderij, The Girl in Green, in de vitrine van een kunstwinkel. Hij koopt zijn eigen werk, maar Patricia vindt het schilderij afschuwelijk en het afgebeelde meisje zeer lelijk. Paul vlucht halsoverkop terug naar Parijs.
In Parijs poogt hij tevergeefs, Jacqueline terug te vinden; Pommier is reeds een jaar geleden failliet gegaan. Bernard woont echter nog steeds in hetzelfde huis. Wanneer hij hem opzoekt, praat Musette haar mond voorbij en zegt dat ze beiden waarschijnlijk Jacqueline hebben gezien, in een zeer rijkelijk uitgedoste toestand; ze is wellicht met een welgestelde man gehuwd. Ten langen leste wordt Paul door zijn vader en verloofde gevonden. Patricia heeft een bruidsjurk besteld bij de beste ontwerpster van Parijs: dit blijkt Jacqueline te zijn. Ze is zelf een rijke modeontwerpster geworden, en mijnheer Pommier werkt nu voor haar. Van dit alles is Paul echter niet op de hoogte.
In de laatste scène heeft de brutale en ongeduldige Patricia de bruidsjurk nog niet willen aantrekken; Jacqueline moest hem eerst passen. Dit leidt tot een persoonsverwisseling, wanneer Paul binnenkomt en, zo denkt hij, aan Patricia opbiecht dat hij naar Parijs was gekomen om een vrouw te zoeken die hij nooit zal kunnen vergeten. Op dat moment komt Patricia, die alles gehoord heeft, de kamer binnen en herinnert zich dat ze het gelaat van Jacqueline op het schilderij heeft gezien dat Paul gekocht had. Patricia wordt ziedend, en Paul en Jacqueline rennen gezamenlijk weg om onverwijld met elkaar te huwen.

## Rolverdeling
| Acteur             | Personage  |
| ------------------ | ---------- |
| John Loder         | Paul       |
| Nancy Burne        | Jacqueline |
| Edward H. Robins   | Knight     |
| Dorothy Boyd       | Patricia   |
| Esme Percy         | Pommier    |
| Minnie Rayner      | Conciërge  |
| Lawrence Grossmith | Bernard    |
| Bernard Ansell     | Simon      |
| Jean Gillie        | Musette    |
| Margaret Yarde     | Marthe     |
| Roy Emerton        | Gendarme   |
| Warren Jenkins     | Raymond    |
| Paul Sheridan      | Baptiste   |